# Миленко Шуваковић (професор)
Миленко Шуваковић (Бољевци, 27. април 1892 - Чортановци, 11. мај 1983) је био професор и директор гимназије "Јован Јовановић Змај" у Новом Саду.

## Биографија
Основну школу и гимназију завршио је у Сремским Карловцима. Након избијања Првог светског рата мобилисан је у аустроугарску војску и послат на Источни фронт. По завршетку рата уписао је Филозофски факултет у Београду, где је 1927. дипломирао српски језик и књижевност. Затим је радио као гимназијски професор у Кореници, Великој Кикинди и Руми.
Од 1928. до 1941. радио у Мушкој државној реалној гимназији у Новом Саду. Предавао је српски језик и математику. Током Другог светског рата депортован је у логор Сајмиште. У другој половини 1944. прикључује се антифашистичком покрету. После ослобођења земље био први председник Народноослободилачког одбора у Сремским Карловцима.
У периоду 1945-1959. године био директор Потпуне мешовите гимназије у Новом Саду (од 1950. Виша мешовита гимназија "Јован Јовановић Змај"). Потом је пензионисан.
Сву своју имовину завештао је гимназији. Сахрањен је у Чортановцима у породичној капели.

## Награде и одликовања
- Октобарска награда Новог Сада (1982)
- Орден братства и јединства